# 傻妹從軍
《傻妹從軍》（英語：Private Benjamin）是一部1980年的美國喜劇片，由侯活·薛夫執導，高蒂·韓主演。電影以一名猶太裔女子為中心，描述她在她新婚丈夫逝世後加入軍隊，卻弄到笑料百出的故事。
此片大受好評，被美国电影学会選為百年百大喜劇電影第82名，而高蒂·韓選憑此片獲奧斯卡金像獎最佳女主角提名。

## 外部連結
- 互联网电影数据库（IMDb）上《傻妹從軍》的资料（英文）
- AllMovie上《傻妹從軍》的资料（英文）
- Box Office Mojo上《傻妹從軍》的資料（英文）
- 爛番茄上《傻妹從軍》的資料（英文）